# Anastrepha barnesi
Anastrepha barnesi
 es una especie de insecto díptero que Aldrich describió científicamente por primera vez en 1925.
Esta especie pertenece al género Anastrepha de la familia Tephritidae.